# Casernes des vigiles de Rome
Les casernes des vigiles de Rome (en latin : Cohortium Vigilum Stationes) sont établies par Auguste lors de la réorganisation de la ville en quatorze régions. Il y a sept casernes principales, soit une pour deux régions, auxquelles Auguste adjoint quatorze stations plus petites (les excubitoria) afin que chaque région ait au moins un poste de police et de pompiers.

## Police de nuit et service d'incendie
Les services de police de nuit et la surveillance des départs de feu relèvent tous deux du corps des vigiles qui compte jusqu'à 7 000 hommes sous l'Empire répartis en sept cohortes, contre 600 seulement sous la République. Ce corps est dirigé par le préfet des vigiles et s'articule autour de deux éléments : les postes de surveillance fixes et les rondes et patrouilles réglementaires. D'après les Régionnaires, les sept casernes principales se trouvent dans les regiones II, V, VI, VII, VIII, XII et XIV. Leur localisation est généralement pensée pour faciliter la surveillance de deux régions contiguës.

## Les sept casernes de vigiles

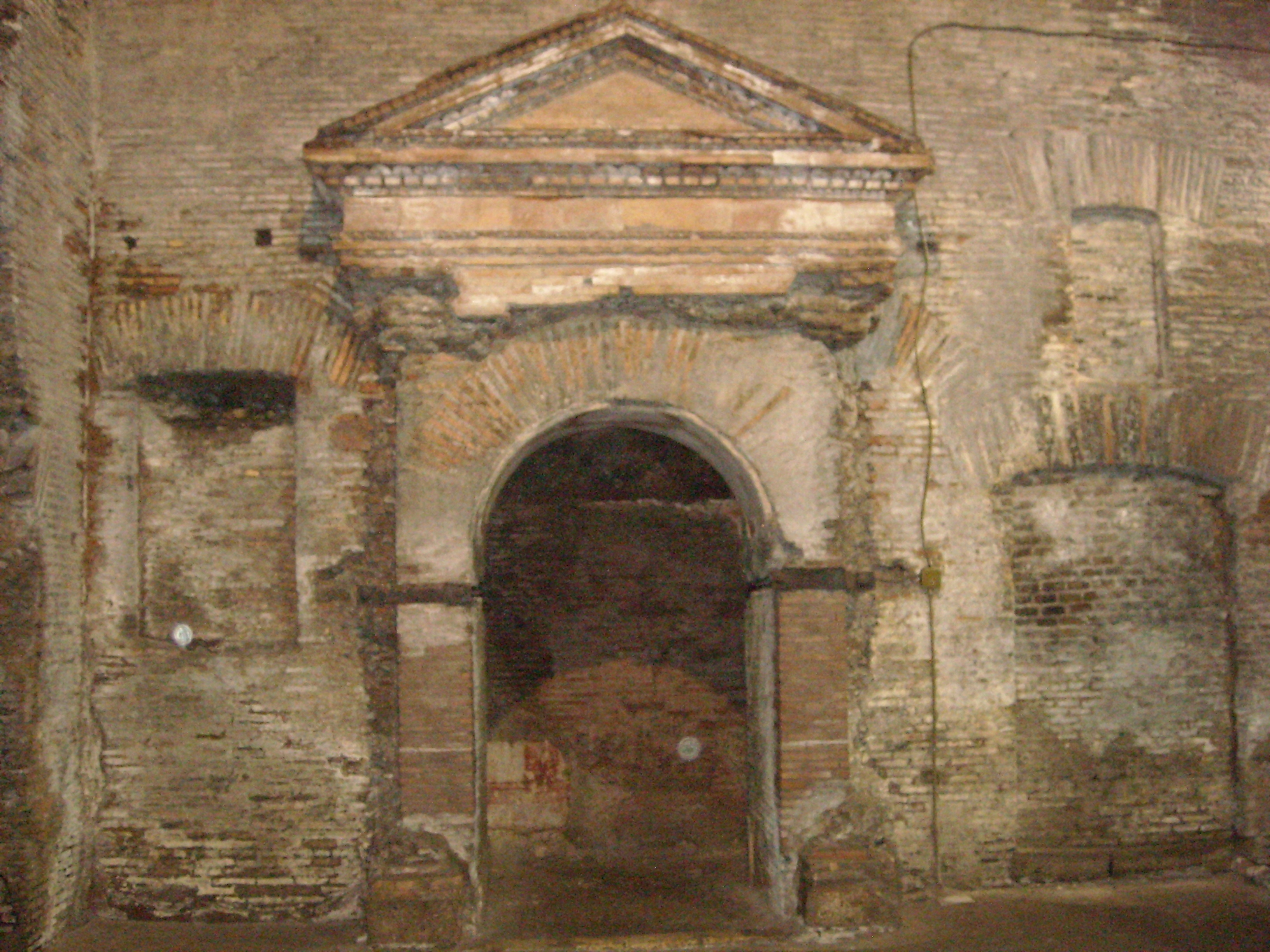
Caserne de la VIIe cohorte au Trastevere.

Les casernes (stationes) abritent les quartiers des soldats et les bureaux administratifs. Elles sont complétées dans chaque région par un poste plus petit (excubitorium), soit quatorze excubitoria au total. Ces derniers abritent un détachement de 40 à 50 vigiles qui s'y tient de garde en permanence et qui est fourni par la caserne qui correspond. Les vestiges d'un de ces postes sont mis au jour en 1866 dans la région transtibérine.
Les sept casernes et les quatorze excubitoria restent en fonction au moins jusqu'au milieu du IVe siècle. À partir de cette époque, le service de police et de pompiers subit d'importantes réformes qui bouleversent l'organisation restée quasiment inchangée depuis Auguste. Si la réorganisation à Rome est analogue à celle de Constantinople, l'effectif des vigiles diminue drastiquement et les soldats ne sont plus groupés en casernes mais peuvent demeurer chez eux, alertés par les cris de passants ou de leurs collègues qui donnent l'alerte dans la rue en cas d'incendie : « Omnes collegiati ! » (« Compagnons, accourez tous ! »).

### Irecohorte
La caserne de la Ire cohorte des vigiles (statio primae cohortis vigilum) est le siège du service et abrite les bureaux et le tribunal du préfet et de son état-major comme le suggère le soin apporté à sa décoration et les inscriptions mentionnant exclusivement le nom du préfet des vigiles. Elle est située sur le bord est de la Via Lata, au sud du Champ de Mars, en face des Saepta Julia. Cette caserne est chargée de la surveillance des Regio VII Via Lata et Regio IX Circus Flaminius. C'est de cette caserne que chaque nuit le préfet part mener en personne ses patrouilles. Le bâtiment est rectangulaire, divisé en trois ailes, dont chacune possède une cour centrale entourée d'un portique et de rangées de chambres. Cette caserne est rebâtie et modifiée par Septime Sévère. On en a retrouvé de nombreuses traces au XVIIe siècle dont de nombreuses chambres richement décorées de marbre et de stucs, de statues et d'inscriptions.

### IIecohorte

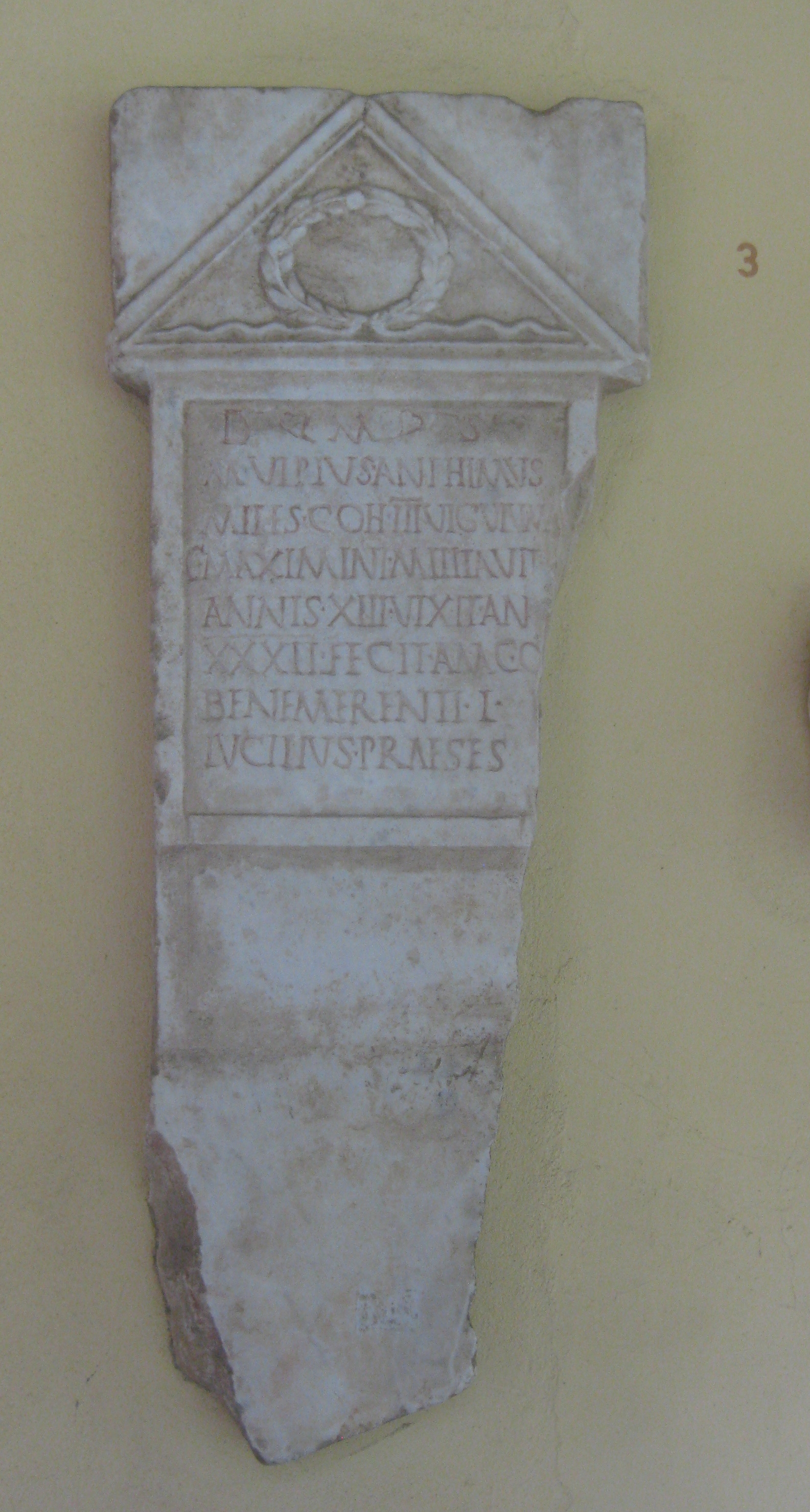
Stèle funéraire de Marcus Ulpius Anthimus, de la IIIe cohorte de vigiles. Musée lapidaire de Stuttgart.

La caserne est située sur l'Esquilin, à l'extérieur de l'enceinte servienne. Elle est responsable des Regio III Isis et Serapis et Regio V Esquiliae.

### IIIecohorte
La caserne se trouve dans la Regio VI Alta Semita, devant la Porte Viminale du Mur de Servius Tullius, non loin des thermes de Dioclétien et du camp de la Garde Prétorienne. En plus de la Regio VI Alta Semita, cette caserne s'occupe de la Regio IV Templum Pacis.

### IVecohorte
La caserne se trouve sur l'Aventin à l'intérieur de l'enceinte servienne, proche de la Porte Raudusculane et de l'aqueduc de l'Aqua Marcia. La Regio XII Piscina publica est de son ressort ainsi que la Regio XIII Aventinus.

### Vecohorte
La caserne se situe sur le Cælius près de l'arc de Dolabella et Silanus, faisant office de porte dans le Mur servien et d'arche pour l'aqueduc de l'Aqua Claudia, et du Macellum Magnum. Elle est responsable de la région Regio II Caelimontum et vraisemblablement de la Regio I Porta Capena. Quelques traces du bâtiment sont retrouvées au XVIe siècle et en 1820. 
La caserne de la Ve cohorte des vigiles urbains est établie au niveau de la Porte Caelimontane du IVe siècle av. J.-C., située entre la Porte Querquétulane et la Porte Capène. Il s'agit d'une porte à un seul passage, forme que conserve l'arc de triomphe de Dolabella et Silanus. Des blocs de tuf de Grotta oscura, de même nature que ceux utilisés pour le Mur Servien ont été retrouvés sous le pilier nord de l'arc.

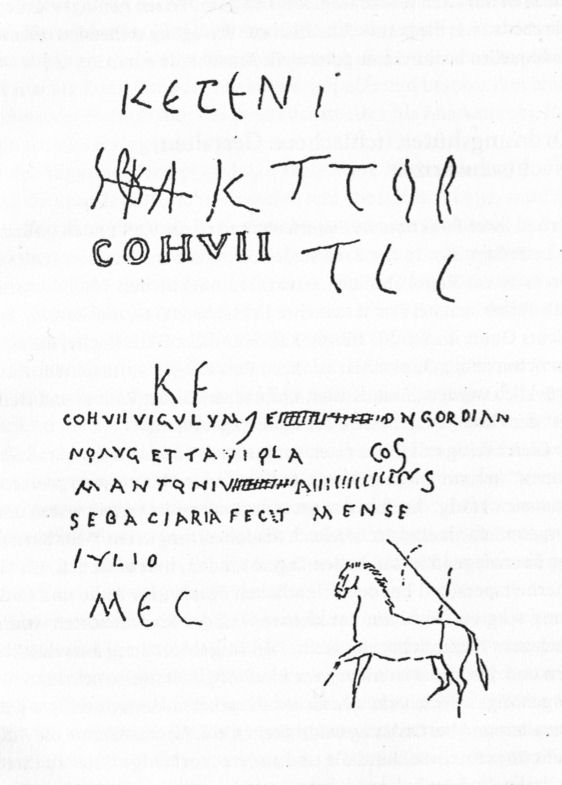
Graffitis retrouvés sur un mur de la salle de garde de l'excubitorium de la VIIe cohorte, évoquant le nom de Marcus Antonius Gordianus, empereur de 238 à 244, et la rénovation de l'éclairage (sebaciaria).

### VIecohorte
La caserne se situe dans la Regio VIII Forum Romanum, dans le Vélabre, entre le Palatin et le Capitole, proche de la roche Tarpéienne et du temple d'Auguste. En plus de la Regio VIII Forum Romanum, la caserne couvre aussi la Regio X Palatium.

### VIIecohorte
La caserne se trouve dans la Regio XIV Transtiberim, probablement dans la partie méridionale. Elle a aussi pour charge la Regio XI Circus Maximus, de l'autre côté du Tibre. Un des excubitoria de cette région (excubitorium VII cohortes vigilum) a été mis au jour dans la partie septentrionale du Transtiberim, près d'un viaduc qui devait enjamber le canal de décharge de la naumachie d'Auguste. Le bâtiment semble avoir été à l'origine une grande maison privée. D'après les marques des briques de l'édifice, sa transformation en excubitorium pourrait dater de 123 sous le règne d'Hadrien. Toutefois, l'usage de l'édifice comme poste de surveillance n'est attesté avec certitude qu'entre 215 et 245 apr. J.-C. De nombreux graffitis datant de cette période donnent des informations sur l'organisation des corps des vigiles urbains. La caserne possède un portique rectangulaire délimitant une cour occupée en partie par un bâtiment central.